# Avan Jogia
Avan Tudor Jogia (* 9. února 1992, Vancouver, Britská Kolumbie, Kanada) je kanadský herec známý svojí rolí Becka Olivera v seriálu V jako Victoria a rolí Dannyho Desaie v seriálu Twisted

## Životopis
Narodil se a vyrůstal ve Vancouveru v Britské Kolumbii v Kanadě. Jeho otec je brit, který emigroval do Kanady. Pochází z Gujarati Indian, velšské a německé generace. Do školy chodil ve Vancouveru, včetně Killarney Secondary School a King George Secondary School. V desátém ročníku se rozhodl věnovat herecké kariéře.

## Kariéra
Jeho vůbec první role přišla v roce 2006, když si zahrál Dannyho Arauja, mladšího bratra dospívajícího transsexuálního muže, ženy nebo transženy Gwena Araujo ve filmu Holka jako já – příběh Gwen Araujo, který režírovala Agnieszka Holland. Objevil se jako Sam v seriálu televize The CW Mimoni v Americe.
V roce 2008 obdržel roli Champa ve filmu pro Gym Teacher: The Movie a roli Tajida v televizním filmu stanice Nickelodeon Spectacular!. Jogia hrál Bena Stark v seriálu Caprica a později v jeho spin-offu Battlestar Galactice pro Sci-Fi Channel.
V březnu roku 2010 měl v USA a v prosinci 2010 v ČR na stanici Nickelodeon premiéru seriál V jako Victoria, kde hraje jednu z hlavních rolí, Becka Olivera. Poté v roce 2011 hrál ve filmu Finding Hope Now. Spolu s Daniella Monet moderoval v New Yorku dne 28. června 2011 premiéru Transformers 3.
Založil také online PSA organizaci Straight But Not Narrow, podporovanou jeho dobrým kamarádem Joshem Hutchersonem, která se zaměřuje na změnu postoje a názory mladých rovnoprávných lidí v LGBT kommunitě. Chytlavým heslem "Jsme lidi, kteří mluví o klucích, kteří mají rádi kluky." (v angl. we're guys talking to guys about guys who like guys.).
Dne 11. června 2013 měl premiéru seriál stanice ABC Family Twisted, ve kterém hrál roli Dannyho Desaie. Seriál byl zrušen po první řadě.
V roce 2017 si zahrál v thrillerovém filmu The Drowning, po boku Julie Stiles. Dále se objevil v komedii The Outacast a ve filmu Lei Thompson The Year of Spectacular Men. Ve stejném roce začal hrát v seriálu stanice Syfy Ghost Wars. Na začátku roku 2018 byl však zrušen. V roce 2018 si zahrál a také poprvé zrežíroval film Paper Year.

## Filmografie

### Film
| Rok  | Název                                  | Role             | Poznámky                          |
| ---- | -------------------------------------- | ---------------- | --------------------------------- |
| 2010 | Triple Dog                             | teenager         |                                   |
| 2010 | Finding Hope Now                       | Santos Delgado   |                                   |
| 2011 | Alex                                   | Alex             | krátkometrážní film, také režisér |
| 2015 | Ten Thousand Saints                    | Teddy McNicholas |                                   |
| 2015 | I Am Michael                           | Nico Gladstone   |                                   |
| 2015 | Here Now                               | Dark             | krátkometrážní film               |
| 2016 | Shangri–La Suite                       | Teijo Littlefoot |                                   |
| 2016 | The Drowning                           | Danny Miller     |                                   |
| 2017 | The Outcasts                           | Dave Quinn       |                                   |
| 2017 | The Year Of Spectacular Men            | Sebastian        |                                   |
| 2018 | A Midsummer Night's Dream              | Puck             |                                   |
| 2018 | The New Romantic                       | Matt             |                                   |
| 2018 | Paper Year                             | Dan Nightingale  |                                   |
| 2019 | Zombieland: Rána jistoty               | Berkeley         |                                   |
| 2019 | Shaft                                  | Karim Hassan     |                                   |
| 2019 | Zombieland: Double Tap                 | Berkeley         |                                   |
| 2019 | The Artist's Wife                      | Danny            |                                   |
| 2021 | The Exchange                           | Stéphane         |                                   |
| 2021 | Resident Evil: Welcome to Raccoon City | Leon S. Kennedy  |                                   |
| 2024 | Choose Love                            | Rex              |                                   |
| 2024 | Johnny & Clyde                         | Johnny           |                                   |

### Televize
| Rok       | Název                              | Role           | Poznámky                      |
| --------- | ---------------------------------- | -------------- | ----------------------------- |
| 2006      | Holka jako já – příběh Gwen Araujo | Danny Araujo   | TV film                       |
| 2007      | Ďáblův deník                       | teenager       | TV film                       |
| 2007      | Mimoni v Americe                   | Sam            | vedlejší role, 3 díly         |
| 2008      | Gym Teacher: The Movie             | Champ Townsend | TV film                       |
| 2009      | Spectacular!                       | Tajid Kalyan   | TV film                       |
| 2009–2010 | Caprica                            | Ben Stark      | vedlejší role, 3 díly         |
| 2010–2013 | V jako Victoria                    | Beck Oliver    | hlavní role, 53 dílů          |
| 2011      | iCarly                             | Beck Oliver    | díl: „iParty with Victorious“ |
| 2012      | Rags                               | Finn Covington | TV film                       |
| 2013–2014 | Twisted                            | Danny Desai    | hlavní role, 19 dílů          |
| 2015      | Tut                                | Tutanchamon    | minisérie                     |
| 2017–2018 | Ghost Wars                         | Roman Mercer   | hlavní role, 13 dílů          |
| 2019      | Now Apocalypse                     | Ulysses        | hlavní role, 10 dílů          |
| 2020      | The Stranger                       | J.J.           | hlavní role                   |
| 2023      | Orphan Black: Echoes               | Jack           | hlavní role                   |
| 2024      | Obsession                          | Oliver         | hlavní role                   |

### Internet
| Rok  | Název                            | Role  | Poznámky |
| ---- | -------------------------------- | ----- | -------- |
| 2016 | Last Teenagers of the Apocalypse | Bones | 4 díly   |

### Režisér
| Rok  | Název           | Poznámky            |
| ---- | --------------- | ------------------- |
| 2011 | Alex            |                     |
| 2016 | Of Dogs and Men | krátkometrážní film |
| 2023 | Door Mouse      |                     |

## Ocenění a nominace
| Rok  | Ocenění            | Kategorie                       | Práce   | Výsledek |
| ---- | ------------------ | ------------------------------- | ------- | -------- |
| 2013 | Teen Choice Awards | letní televizní hvězda: muž     | Twisted | nominace |
| 2014 | Teen Choice Awards | nejlepší televizní herec: drama | Twisted | nominace |